# Frank Bainimarama

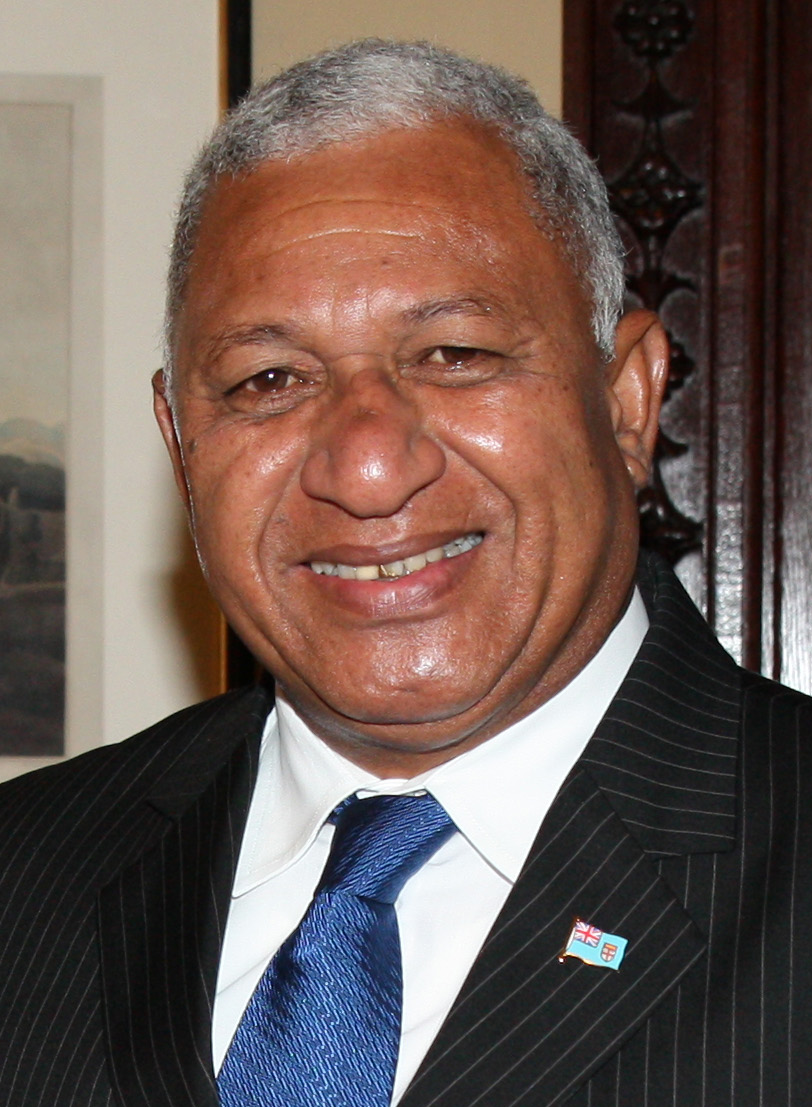
Frank Bainimarama (2014)

Josaia Voreqe „Frank“ Bainimarama (* 27. April 1954) war Militärchef und vom 5. Januar 2007 bis zum 24. Dezember 2022 Regierungschef von Fidschi.
Im Jahr 2000 übernahm Bainimarama die Macht in Fidschi mit militärischen Mitteln als Reaktion auf einen vorherigen Putsch, der von George Speight angeführt wurde. Vom 29. Mai bis 13. Juli 2000 war er der Kopf einer Interims-Militärregierung, bevor er die Macht an Josefa Iloilo übergab. Im Dezember 2006 organisierte er einen weiteren Militärputsch, da die Regierung seiner Meinung nach zu lasch mit den Putschisten von 2000 umging. 2014 wurde er demokratisch gewählter Ministerpräsident.

## Leben
Nach dem Besuch der Marist Brothers High School verpflichtete sich Bainimarama am 26. Juli 1976 bei der fidschianischen Marine. Sein erstes Kommando erhielt er im Jahr 1982, als er Kapitän der HMFS Kikau wurde. Nach seiner Beförderung zum Lieutenant Commander 1986 wurde er für 18 Monate in den Sinai entsandt, wo er zum fidschianischen Teil der Multinational Force and Observers (MFO) gehörte. Im April 1988 wurde er der Befehlshaber der Marine im Range eines Commander. Am 1. März 1999 wurde er Kommodore und Befehlshaber des Militärs in Fidschi, was mit seiner Abwahl im Dezember 2022 endete.

## Putsch von 2000
Nach dem Putsch durch George Speight übernahm Bainimarama die Macht zur Wiederherstellung der vorherigen Ordnung. Die Militärregierung dauerte vom 29. Mai bis 13. Juli 2000.

## Putsch von 2006
Am 5. Dezember 2006 (Fidschi-Zeit = GMT+12) erklärte Bainimarama die Machtübernahme durch die Streitkräfte und ließ schwer bewaffnete Soldaten vor dem Haus des Regierungschefs aufmarschieren sowie mehrere Minister unter Hausarrest stellen. Als Grund gab er fortdauernde Korruption der Regierung Qarase trotz vielfacher Warnungen an. Diese seien „viel größere illegale Aktivitäten“ als der durchaus illegale Staatsstreich. Demokratie sei gut für das Volk, dürfe aber nicht dazu benutzt werden, Korruption zu verstecken. Das Militär setzte als Übergangsministerpräsident Jona Senilagakali ein.
Am 4. Januar 2007 gab das Militär die Macht wieder an den Präsidenten Ratu Josefa Iloilo zurück. Iloilo billigte in einer Ansprache das Vorgehen des Militärs und vereidigte Bainimarama am 5. Januar 2007 zum Regierungschef der Übergangsregierung.
Der Putsch und die Regierungsumbildung wurden am 9. Oktober 2008 vom High Court bestätigt, am 9. April 2009 jedoch vom Court of Appeal für verfassungswidrig erklärt.

## Demokratisch gewählter Ministerpräsident
Im Jahr 2013 trat eine neue Verfassung in Kraft; die ersten demokratischen Wahlen nach dem Putsch wurden für 2014 angesetzt. Bainimarama gründete daraufhin die Partei FijiFirst. Diese errang bei der Parlamentswahl am 17. September 2014 mit 32 von 50 Sitzen die absolute Mehrheit. Bainimarama wurde am 22. September als Ministerpräsident vereidigt.
Bei der Parlamentswahl im November 2018 konnte seine Partei mit 50,02 Prozent der Stimmen und 27 von 51 Sitzen ihre absolute Mehrheit verteidigen. Bainimarama wurde am 19. November 2018 erneut als Ministerpräsident vereidigt.
Die Wahl vom 14. Dezember 2022 verlor er gegen eine Koalition unter Sitiveni Rabuka.